# Albergaria de Penela
Albergaria de Penela ou (Albergaria de D. João de Castro) foi um antigo concelho de Portugal, localizado nos actuais municípios de Ponte de Lima e Vila Verde. Era constituído pelas freguesias de Anais (uma parte), Calvelo, Fojo Lobal, Friastelas, Gaifar, São Lourenço do Mato, Sandiães, Azões e Duas Igrejas (uma parte).
O rei D. Manuel I deu foral a Albergaria de Penela em 20 de Junho de 1514.
A sede era localizada na freguesia de Anais (Santa Marinha). Tinha, em 1801, 3 209 habitantes.
Nos inícios do século XVIII eram senhores deste concelho os Castros, de quem tomou o nome de Penela de D. João de Castro para se diferenciar de Penela do Conde de Vimioso ou de Portela de Penela ou de Penela das Cabras.
Foi extinto em 1837, e as suas freguesias foram distribuídas pelos concelhos de Ponte de Lima e Vila Verde, recebendo o primeiro, Anais, Calvelo, Fojo Lobal, Gaifar, Friastelas, São Lourenço do Mato e Sandiães.